# 对称关系
数学上，给定一个集合 {\displaystyle X} 和有关它的二元關係 {\displaystyle R} ，若对于 {\displaystyle X} 中任意兩元素  {\displaystyle a} 和 {\displaystyle b} ，都有「若 {\displaystyle aRb} ，则 {\displaystyle bRa}  」，則集合 {\displaystyle X} 上的二元关系 {\displaystyle R} 是一個对称關係（英語：symmetric relation），其中 {\displaystyle aRb} 的記法代表的是 {\displaystyle (a,b)\in R} 。
数学上表示为：
{\displaystyle \forall a,b\in X,aRb\implies bRa}

## 例子

### 數學中的對稱關係
「⋯⋯等於⋯⋯」，既相等；
「⋯⋯小於⋯⋯」不是一個對稱關係。
注意，对称关系不是反对称关系（ {\displaystyle aRb} 且  {\displaystyle bRa} 得到 {\displaystyle b=a} ）的反义。有些关系既是对称的又是反对称的，比如“等于”；有些关系既不是对称的也不是反对称的，比如整数的“整除”；有些关系是对称的但不是反对称的，比如“模 n ”；有些关系不是对称的但是反对称的，比如“小于”。
满足传递性和自反性的对称关系称为等价关系。

### 數學以外的對稱關係
⋯⋯和⋯⋯結婚；
⋯⋯是⋯⋯的直系親屬；
⋯⋯是⋯⋯的同事；
⋯⋯是⋯⋯的隊友。